# Josep Lluís López Bulla
Josep Lluís López Bulla (Granada, 25 de juliol de 1943) és un sindicalista català d'origen andalús, diputat al Parlament de Catalunya en la VI Legislatura.
Va estudiar el batxillerat a Requena. Treballà al sector de les arts gràfiques i el 1965 es va establir a Mataró, on es va afiliar al PSUC i a Comissions Obreres. El 1967 fou detingut i empresonat, i el 1972 es va posar al capdavant de Comissió Obrera Nacional de Catalunya, que el 1976 el va escollir secretari general. Alhora, participà en les activitats polítiques del PSUC i del PCE. El 1995 fou substituït per Joan Coscubiela.
A les eleccions al Parlament de Catalunya de 1999 fou elegit diputat per Iniciativa per Catalunya Verds. El 2003 no es presentà a la reelecció i abandonà la política activa.

## Obres
- Qüestió salarial i nova cultura (1987)
- El sindicalismo en la encrucijada
- Cuando hice las maletas (1997)
- No tengáis miedo de lo nuevo (2017)